# Източносредиземноморски газопровод
Източносредиземноморският газопровод е планиран газопровод за природен газ, който директно свързва енергийните ресурси на източното Средиземноморие с континентална Гърция през Кипър и Крит. Проектът, който в момента се проектира, е предвиден да транспортира природен газ от офшорните газови запаси на Левантийско море в Гърция, и да се свърдва с тръбопроводите към Италия и други европейски страни. Тръбопроводът е предвиден да има дължина от приблизително 1900 км, да достига дълбочина от 3 км и да има капацитет от 10 милиарда кубически метра годишно. Очаква се изграждането на тръбопровода да струва приблизително 6 милиарда евро. Тръбопроводът се разработва от „IGI Poseidon S.A.“, съвместно предприятие, със равен дял акции между гръцката газова компания „DEPA“ и италианската газова компания „Edison“.
На 2 януари 2020 г. е подписано споразумение за проекта в Атина от лидерите на Гърция, Кипър и Израел. На 19 юли 2020 г. израелското правителство официално одобрява споразумението, което позволява на подписалите страни да продължат напред с плановете си за завършване на газопровода до 2025 г. Въпреки това, след оттеглената подкрепата от Съединените щати през януари 2022 г. се засилва предположението, че газопроводът ще бъде отменен и заменен с по-икономически жизнеспособна и екологично чиста енергийна връзка между Египет и Гърция.